# Smash It Up!
"Smash It Up!" är  en låt av det svenska garagerockbandet The (International) Noise Conspiracy från 2000. Låten utgavs som singel samma år på CD av Burning Heart Records och på 7" av Stereodrive! Records och Big Wheel Recreation. Den finns också med på bandets debutalbum Survival Sickness (2000).
Låten "Inner City Rejects" var tidigare outgiven. "Sleeping Pills" fanns sedan tidigare utgiven på vinylversionen av Survival Sickness.

## Låtlista

### CD
1. "Smash It Up!"
2. "Inner City Rejects"
3. "Sleeping Pills"

### 7"
A
1. "Smash It Up!"

B
1. "Inner City Rejects"
2. "Sleeping Pills"

### Fotnoter
1. 1 2  ”Smash It Up!”. Discogs.com. http://www.discogs.com/International-Noise-Conspiracy-Smash-It-Up/release/1823557. Läst 19 april 2012.